# Liolaemus fitzgeraldi
Liolaemus fitzgeraldi — вид ігуаноподібних ящірок родини Liolaemidae. Мешкає в Чилі і Аргентині.

## Поширення і екологія
Liolaemus fitzgeraldi мешкають в Андах на території чилійських регіонів Вальпараїсо і Кокімбо та аргентинських провінцій Сан-Хуан і Мендоса. Вони живуть у високогірних андійських степах, на висоті від 2700 до 4500 м над рівнем моря.